# Batalla de Bathys Ryax
La batalla de Bathys Ryax (en griego: Βαθύς Ρύαξ; transliteración: Bathýs Rýax) se libró en 872 u 878 entre el Imperio bizantino y los paulicianos, una secta cristiana perseguida por el estado bizantino. Los paulicianos habían establecido un principado autónomo en Tefrique, en la frontera oriental de Bizancio, y colaboraban con los emiratos musulmanes de Thughur contra este imperio. La batalla concluyó con la victoria bizantina, la derrota del ejército pauliciano y la muerte de su jefe, Crisóquero. Este evento socavó el poder pauliciano y eliminó una gran amenaza para Bizancio, anunciando la posterior caída de la propia Tefrique y la anexión del principado poco tiempo después.

## Antecedentes

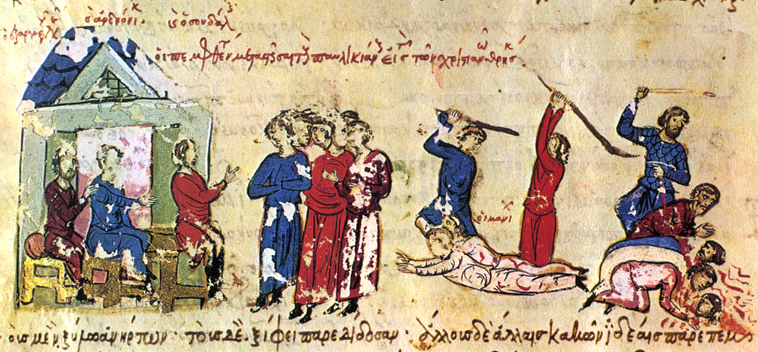
Masacre de los paulicianos en 843/844. Del manuscrito Skylitzes Matritensis

Los paulicianos fueron una secta cuyos orígenes puntuales y doctrinas son un poco oscuros: las fuentes bizantinas los presentan como dualistas, mientras las armenias sostienen que eran adopcionistas. Los paulicianos eran ferozmente iconoclastas, se adherían a una cristología muy distinta y rechazaban la autoridad y las prácticas de la Iglesia bizantina oficial, siguiendo únicamente a sus propios líderes. En consecuencia, fueron perseguidos por el estado bizantino en 813, a pesar del apoyo oficial del emperador a la iconoclasia. Tras el declive definitivo de la iconoclasia en 843, la persecución se intensificó todavía más, en un intento —único en la historia bizantina— de erradicar toda secta «herética», ordenándose incluso asesinar a cualquiera que no apostatara.
Según los cronistas hasta cien mil paulicianos fueron asesinados, mientras que los sobrevivientes huyeron a otras partes del Imperio. Un grupo se dirigió hacia el este, a la frontera árabe-bizantina, encontrando refugio en los emiratos árabes de Thughur, ubicados en las inmediaciones de los montes Tauro y Antitauro. Con el apoyo del emir de Melitene, Umar al-Aqta, el caudillo pauliciano Carbeas fundó un principado independiente en Tefrique, y durante las próximas décadas, los paulicianos hicieron campaña junto a los árabes contra Bizancio.
Los árabes y sus aliados paulicianos sufrieron un duro golpe en 863 con la derrota y muerte de Umar al-Aqta en la batalla de Lalakaon, y con el fallecimiento de Carbeas en el mismo año, sin embargo, bajo el comando de su nuevo líder, Crisóquero, los paulicianos reanudaron sus incursiones, penetrando al interior de la Anatolia bizantina, irrumpiendo en Nicea y saqueando Éfeso en 869/970. El nuevo emperador bizantino, Basilio I el Macedonio (r. 867-886), dirigió una campaña contra el estado paulista en la primavera de 871, pero fue derrotado y logró escapar por poco de su captura.

## Batalla

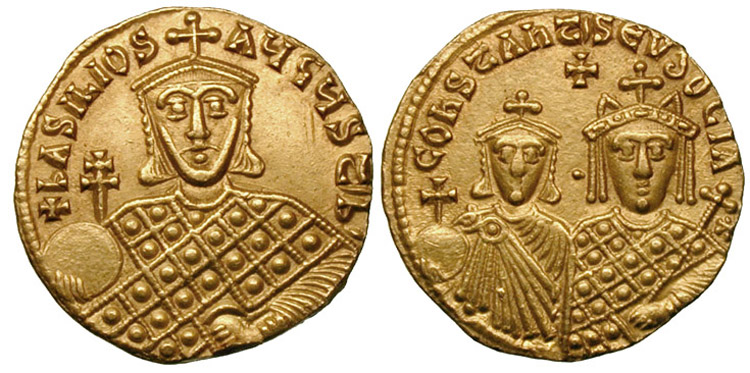
Moneda de oro del emperador Basilio I. La victoria de Bathys Ryax y la disolución subsiguiente del Estado pauliciano fueron los triunfos más importantes de su reinado

Crisóquero animado por sus éxitos iniciales realizó otra incursión profunda en Anatolia, llegando hasta Ancira y devastando el sur de Galacia. El emperador Basilio I reaccionó enviando a su pariente, el doméstico de las escolas Cristóbal, para detener a las fuerzas invasoras.
Los paulicianos lograron evitar el enfrentamiento, y cuando la temporada de campaña llegó a su fin, comenzaron a retirarse hacia su propio territorio. Acamparon en Agranai (actual Muşalem Kalesı) en el thema de Carsiano, con el ejército bizantino oculto y acampando en la cercana Siboron (Σίβορον, actual Karamadara), al oeste. Desde allí, los paulicianos marcharon hacia el noreste, con destino al paso de Bathys Ryax o Bathyryax (Βαθυρύαξ, «corriente profunda», hoy Kalınırmak, paso occidental de Sivas, en Turquía), un lugar de importancia estratégica, como lo indica el hecho de que sirvió como punto de reunión fortificado (aplekton) para las expediciones bizantinas contra los paulicianos. Cristóbal envió a los strategos de los themas Armeniaco y Carsiano con unos cuatro o cinco mil hombres, para contactarse con el ejército pauliciano, seguirlo hasta el paso e informar sobre sus intenciones, es decir, si tenía la intención de retroceder hacia el oeste para reanudar el asalto al territorio bizantino o si se dirigía de vuelta a Tephrike, en cuyo caso tendrían que unirse a las fuerzas del doméstico Cristóbal.
Cuando los dos generales bizantinos y sus hombres alcanzaron el paso, ya había anochecido y los paulicianos, aparentemente sin darse cuenta de que los estaban siguiendo, acamparon en el valle del paso. Los bizantinos tomaron posición en una colina boscosa llamada Zogoloenos que dominaba el campamento pauliciano. Las fuentes registran que hubo una disputa entre los hombres de los dos cuerpos themáticos sobre quién era el más valiente. Los dos generales decidieron aprovechar la elevada moral y la impetuosidad de sus tropas para atacar, a pesar de las órdenes recibidas de retornar sin luchar. Un destacamento escogido de seiscientos hombres de ambas divisiones lanzó un ataque sorpresivo al amanecer, mientras que el resto del ejército se quedó atrás haciendo un fuerte clamor con trompetas y tambores, para hacer creer la llegada del ejército bizantino entero encabezado por el doméstico de las escolas. La artimaña funcionó perfectamente: los paulicianos, tomados por sorpresa, entraron en pánico y se dispersaron sin ofrecer gran resistencia.
La derrota pauliciana se completó cuando el grueso del ejército bizantino atacó a las tropas que huían, persiguiéndolas hasta una distancia de cincuenta kilómetros. El propio Crisóquero consiguió escapar acompañado de un pequeño destacamento de guardaespaldas, pero fue atrapado en la colina de Konstantinou Bounos (probablemente la actual Yildiz Dagı). En el choque que siguió, fue herido por Pulades, un soldado bizantino que anteriormente había estado cautivo de los paulicianos; cayó del caballo siendo luego capturado y decapitado por los bizantinos que avanzaban. Su cabeza fue enviada al emperador Basilio en Constantinopla.

## Consecuencias

Frontera árabe-bizantina

La derrota en Bathys Ryax marcó el fin de los paulicianos como potencia militar y como amenaza para Bizancio. Basilio completó este éxito con una serie de campañas en el Este contra los bastiones paulicianos y los emiratos árabes. Tefrique fue conquistada y saqueada en el verano de 878 u 879. Los paulicianos supervivientes fueron reasentados en los Balcanes, mientras que un gran contingente fue enviado al sur de Italia para luchar por el Imperio bajo el mando de Nicéforo Focas el Viejo.

## Cronología
La cronología y la secuencia de los acontecimientos acaecidos durante la batalla y la posterior caída del estado pauliciano no está clara, debido a que las fuentes bizantinas son contradictorias: algunos estudiosos datan la batalla en 872, otros en 878, desconociéndose si ocurrió antes o después de la conquista y destrucción de Tefrique por los bizantinos. Así, el historiador Alexander Vasiliev propuso que existió primero una batalla, en la que vencieron los bizantinos, seguida del saqueo de Tefrique, y finalmente la derrota pauliciana en Bathys Ryax, todo lo cual habría ocurrido en 872. Historiadores más recientes colocan la batalla antes del saqueo de la ciudad, pero discrepan respecto a las fechas en las que ocurrieron los dos acontecimientos. Algunos, como Nina Garsoïan o John Haldon, ubican ambos sucesos en 878. El bizantinista francés Paul Lemerle, al igual que otros estudiosos como Mark Whittow y Warren Treadgold, ubican la batalla en 872 y el sometimiento final de Tefrique en 878 (Treadgold en el año 879).